# 祇園行剛
祇園行剛禪師（1597年—1654年），俗姓胡，法名行剛，法號祇園，浙江嘉興縣人，明末清初佛教比丘尼，臨濟宗大師。長居伏獅庵，人稱伏獅祇園、伏獅祇園禪師、女佛陀，有《伏獅祇園語錄》行世。

## 生平
行剛禪師出生於1597年（明萬曆25年）。其父胡日華，字養素，是一位處士。有二妻，高氏與陶氏，行剛禪師的母親是陶氏。行剛禪師為家中獨生女，自幼唸佛，18歲出嫁，嫁給庠生常振未，但其夫不久就過世，她獨自奉養翁姑。31歲時，父喪。33歲時，參禮密雲圓悟。
34歲時，母喪，至密雲圓悟門下石車通乘處出家，受具足戒。參究話頭「父母未生前本來面目」，38歲，參破話頭，作偈：「父母未生前，虛凝湛寂圓，本來無欠少，雲散露青天。」